# Spathius laeviceps
Spathius laeviceps är en stekelart som beskrevs av Charles Thomas Brues 1924. Spathius laeviceps ingår i släktet Spathius, och familjen bracksteklar. Inga underarter finns listade i Catalogue of Life.